# ارنست یول
ارنست یول (استونیایی: Ernst Joll; ۱۰ سپتامبر ۱۹۰۲ – ۴ مارس ۱۹۳۵) بازیکن فوتبال اهل استونی بود.
وی همچنین در تیم ملی فوتبال استونی بازی کرده‌است.